# Wrangle
Wrangle – wieś w Anglii, w hrabstwie Lincolnshire, w dystrykcie Boston. Leży 50 km na południowy wschód od Lincoln i 171 km na północ od Londynu.